# Бертне
Бертне (фр. Berthenay) насеље је и општина у централној Француској у региону Центар (регион), у департману Ендр и Лоара која припада префектури Тур.
По подацима из 2011. године у општини је живело 740 становника, а густина насељености је износила 102,21 становника/km². Општина се простире на површини од 7,24 km². Налази се на средњој надморској висини од 47 метара (максималној 45 m, а минималној 37 m).

## Демографија
| 1962. | 1968. | 1975. | 1982. | 1990. | 1999. | 2011. |
| ----- | ----- | ----- | ----- | ----- | ----- | ----- |
| 319   | 340   | 317   | 342   | 570   | 674   | 740   |

График промене броја становника у току последњих година